# Sprachdidaktik
Die  Sprachdidaktik  beschäftigt sich in Forschung und Lehre mit dem Erwerb sprachlicher Kommunikationsfähigkeit.
Sie befasst sich mit der Lehre vom Lehren und Lernen neuer Sprachformen oder einer Sprache, ferner mit der Vermittlung von schriftlicher und sprachlicher Handlungskompetenz und mit der Reflexion von Sprache im Sinn erhöhter sprachlicher Bewusstheit.
Gestützt auf systematische Vorgehensweisen, das heißt klare sprachtheoretische, psychologische und pädagogische Grundlagen, verfolgt die Sprachdidaktik folgende Ziele:
Lernende erwerben Sprachwissen, üben und reflektieren sowohl einen normativen als einen kreativen Sprachgebrauch, verbessern (textrezeptiv und -produktiv) ihre stilistische Kompetenz und entwickeln ihre Fähigkeit zur Sprachreflexion in einer Zielsprache weiter.

## Historische Anfänge
Sprachdidaktik entsteht im Allgemeinen dann, wenn in einer Kultur die Sprache, sowie der Umgang mit fiktionalen Texten zu einer institutionellen Aufgabe werden. Im europäischen Kulturkreis trat diese Entwicklung bereits im 5. Jahrhundert v. Chr. zur Zeit der Sophisten in Griechenland auf.
Zu Beginn der Neuzeit zeichnete sich in Westeuropa das Bestreben ab, auch die eigenen, nationalen Sprachen systematisch zu erfassen, um den „heiligen“ Sprachen Latein, Griechisch und Hebräisch ebenbürtig zu sein.

## Aufgabenfelder und Inhaltsbereiche
Sprachdidaktik bezieht sich gleichermaßen auf Schule und Erwachsenenbildung.
Der erstmögliche Einfluss der Sprachdidaktik beginnt mit dem Eintritt des Lernenden in die Primarstufe.
Sprachliches Handeln und damit die Fähigkeit zur Kommunikation sind Ausgangs- und Zielpunkt des Unterrichts.
Die Aufgaben der Sprachdidaktik in Forschung und Lehre gliedern sich in
- mündliches Sprachhandeln
- schriftliches Sprachhandeln, einschließlich Schreiben und Rechtschreiben
- Umgang mit Texten und Medien, einschließlich Lesen
- Untersuchen von Sprache

Mündliches Sprachhandeln ist die Fähigkeit, eine Situation aktiv und gezielt in der beabsichtigten Weise durch sprachliche Äußerungen zu verändern. Es ist ein Medium des Unterrichts, weil in der Mündlichkeit der überwiegende Teil des Unterrichts aller Schulfächer, insbesondere Erarbeitung und Verständigung, stattfindet. Im Fach Deutsch ist Mündlichkeit zum einen Medium, zum andern aber auch Gegenstand eines Unterrichts, der das (Miteinander-)Sprechen selbst thematisiert und der Reflexion zugänglich macht.
Im schriftlichen Sprachhandeln sind von Anfang an das Schreiben- und das Rechtschreibenlernen integriert, weil nur dadurch deren Sinnhaftigkeit hergestellt werden kann. In diesem Aufgabenbereich wird die Schreibkompetenz entwickelt, welche sich bis zur Fähigkeit, ein Thema situationsangemessen, zielgerichtet, bewusst und selbstständig in einem kohärenten, übersichtlich gegliederten Text textsortenspezifisch, sprachlich angemessen entfaltet.
Der Umgang mit Texten setzt bereits erworbene Schreib- und Lesekompetenz voraus. Durch den Umgang mit Texten genauer: die Untersuchung und Reflexion ihrer sprachlichen Gestaltung, erlangt der/die Lernende Textkompetenz. Textkompetenz bedeutet die Fähigkeit, durch Textrezeption und Textproduktion gezielt Wissen zu verarbeiten, zu erweitern, zu vertiefen und zu verändern. Das auf diese Kompetenz bezogene Forschungsfeld ist dasjenige der Literalitätsforschung: „Literal verfasst ist eine Gesellschaft, die ihr Wissen vor allem in Texten niederlegt und aus Texten bezieht, und die ihre Institutionen – Bildung, Religion, Wissenschaft, Recht – auf Texttraditionen und Textkritik aufbaut.“
Das Untersuchen von Sprache fördert das Sprachbewusstsein und kann somit in den Bereich der Meta-Ebene der sprachlichen Handlungskompetenz eingeordnet werden.
Ein elementares Wissen um grammatikalische Begriffe und den daraus folgenden sprachanalytischen Verfahren ermöglichen dem Lernenden den reflexiven und auch experimentellen Umgang mit Sprachhandeln und Sprachsystem. Was in der allgemeinbildenden Schule traditionell „Grammatikunterricht“ genannt wird, ist (nur) ein Teil dieser Aufgabe und sollte sich nicht verselbständigen: Allein der Erwerb deklarativen Wissens über Sprache (Kennen von Begriffen) ist keine Gewähr für Sprachbewusstheit oder gar die Fähigkeit, sprachliche Erscheinungen selbständig erklären zu können. Auch die Verfügbarkeit sprachlichen Wissens für die Textproduktion, besonders die Verbesserung von Textentwürfen, ist keineswegs selbstverständlich.
Alle vier Aufgabenfelder dürfen nicht als autonome Bereiche verstanden werden, sondern bedingen sich gegenseitig. Der Erwerb der aus den Aufgabenbereichen resultierenden Fähigkeiten stellt schließlich das Ziel der Sprachdidaktik dar.